# Ouder-Amstel
Ouder-Amstel er en kommune i Holland, i provinsen Nordholland.

## Befolkningscentre
Kommunen Ouder-Amstel består af de følgende byer, landsbyer og/eller distrikter: Duivendrecht, Ouderkerk aan de Amstel og Waver.

## Lokal ledelse
Kommunerådet består af 15 sæder, som er delt som følger:
- CDA – 4 sæder
- PvdA – 4 sæder
- VVD – 4 sæder
- D66 – 3 sæder

## Fodnoter
1. ↑  CBS, Statline

## Eksterne links
- Et kort over Duivendrecht
- Et kort over Ouderkerk aan de Amstel
- Nogle aspekter af Ouder-Amstel (på hollandsk) Arkiveret 5. oktober 2007 hos  Wayback Machine

52°17′28″N 4°54′43″Ø / 52.291°N 4.912°Ø